# Прапор Батангаса
Прапор Батангаса — прапор провінції Батангас, Філіппіни. Це горизонтальний триколор синього, білого та червоного — основних кольорів прапора Філіппін — із гербом, узятим із печатки провінції в центрі. 

## Символізм
Майже схожий на оновлений дизайн прапора 2009 року, поточна версія прапора являє собою горизонтальний триколор синього, білого та червоного кольорів.
У центрі прапора розміщено геральдичний щит із провінційної печатки, прийнятої у 2022 році. 
| Кольорові смуги           | Кольорові смуги | Кольорові смуги |
| Колір                     | Колір           | Символізує |
| ------------------------- | --------------- | --- |
| Синій                     | Синій           | мир, правда і справедливість |
| Білий                     | Білий           | доброчесність, рівність і товариськість |
| Червоний                  | Червоний        | патріотизм і доблесть |
| Щит (центральний елемент) |                 | |
| Розділ                    | Елемент         | Символізує |
| Роздільник на три частини | Балісонг        | Хоробрість і доблесть народу Батангаса - 34 безанти, які прикрашають ручку балісонга – п’ять міст і 29 муніципалітетів провінції - Сонце – вшановує представництво провінції як один із променів філіппінського прапора |
| Синій                     | Галеон          | великі води провінції. Він також символізує провінцію як морський транспортний вузол, особливо через міжнародний порт Батангас, другий за завантаженістю морський порт країни після порту Маніли.                       |
| Синій                     | Вісім хвиль     | Протока острова Верде, а також інші затоки провінції, а саме: Балаян, Талім, Насугбу, Пагапас, Тайябас, Сігаян і Колоконто.                                                                                             |
| Червоний                  | Кінь            | Уособлює незалежність, свободу, велич, стабільність, хоробрість, перемогу, героїзм і змагання |
| Білий                     | Вулкан          | Акцент на вулкан Таал як географічний орієнтир провінції. |

## Історія

### Дизайн прапора до 2009 року
Попередній прапор Батангаса був переважно білим із вузькою блакитною смугою внизу. Цю смугу увінчували слова «ПРОВІНЦІЯ БАТАНГАС» і бик золотого кольору, який прямував до печатки провінції, розташованої у кантоні. Цей прапор був замінений через його схожість з прапором американського штату Каліфорнія. 

### Дизайн прапора Вільми Сантос-Ректо
Цей дизайн прапора являв собою горизонтальний триколор синього, білого та червоного — основних кольорів філіппінського прапора — з печаткою провінції в центрі. Дизайн прапора був прийнятий з 2009 по 2023 рік і був відомий як «Прапор провінції адміністрації Вільми Сантос-Ректо» через те, що був прийнятий під час терміну губернатора Вільми Сантос-Ректо. 
Інші пропозиції, які розглядалися щодо заміни старого прапора, передбачали: включення зображення шанованої фігури Катіпунан та уродженця Батангаса Аполінаріо Мабіні; у вигляді шеврона; і відновлення старого формату прапора — простого фіолетового прапора з оновленою печаткою провінції в центрі. 

### Редизайн прапора 2023 року
Редизайн прапора 2023 року було представлено та прийнято 8 грудня 2023 року з нагоди 442-ї річниці заснування провінції під керівництвом губернатора Ерміландо Манданаса. Це синьо-біло-червоний триколор однакової висоти зі щитом губернської печатки посередині. 